# Joan Baptista Escorihuela
Joan Baptista Escorihuela (sovint grafiat Escorigüela) (València, 1753 - València, 1817) fou un impressor i poeta valencià.
Va treballar com a mestre d'impremta per a Vicenta Devís. Tot i tenir l'ofici d'impressor, Escorihuela va escriure durant la seva vida, en el període comprès entre 1794 i 1802, diversos poemes, romanços col·loquis i goigs. La seva obra va ser sempre en català i la va publicar als diaris de València, d'entre els quals un n'era el Diario de València. Existeix una obra seva inèdita, Valencia paseada en sus calles y plazas i també es va dedicar a recopilar textos en llengua catalana, com per exemple una col·lecció de goigs.